# 異海魴
異海魴為輻鰭魚綱海魴目高的鯛科的其中一種，分布於全球三大洋海域，屬深海魚類，棲息深度800-1200公尺，成魚體黑色，稚魚體銀色，背部綠色，並帶有灰色條紋，背鰭硬棘5-8枚，背鰭軟條28-33枚，臀鰭硬棘2-3枚，臀鰭軟條26-31枚，體長可達42.5公分，棲息在大陸坡，會進行垂直性洄游，屬肉食性，以蝦子、端腳類等為食，可作為食用魚。